# Albert Tyler
Albert Clinton Tyler (4. ledna 1872 Glendale, Ohio – 25. července 1945 East Harpswell, Maine) byl americký atlet – skokan o tyči, držitel stříbrné olympijské medaile z 1. letních olympijských her v Aténách 1896.
Tyler byl jedním ze studentů Princetonské univerzity, kteří se zúčastnili olympiády v Aténách. Kromě atletiky na škole hrál fotbal a baseball, ale ve skoku o tyči dosáhl úspěchů, které ho nominovaly na olympiádu. Na univerzitě pak promoval v roce 1897 a stal se učitelem matematiky, byl ale také fotbalovým funkcionářem; ke konci života působil ve Philadelphii. Prázdniny v létě 1945, během nichž zavítal do Maine, byly pro něho osudné. Náhle onemocněl zánětem plic a zemřel.
Závod ve skoku o tyči se na aténských hrách konal 10. dubna 1896. Na start se dostavilo pět skokanů, z nichž byli dva Američané a tři Řekové. Ti nebyli americkým studentům důstojnými partnery, začali skákat už na výšce 240 cm a jejich maximem bylo 260 cm, které pro Evangelose Damaska a Ioannise Theodoropoula znamenaly bronzové medaile. Až po vyřazení Řeků začali skákat na výšce 280 cm Američané, tuto výšku snadno zdolali, Tyler pak skončil na výšce 320 cm, William Hoyt skočil ještě o deset centimetrů výš a stal se olympijským vítězem.

## Rozpory v pramenech
Ve statistických materiálech existují rozpory ve výkonech jednotlivých skokanů. Uvádíme zde údaje z anglické verze Wikipedie, ale jiné prameny uvádějí dosaženou výšku u Řeků 285 cm a u druhého Alberta Tylera 325 cm, jen u vítězného Billa Hoyta se shodují s 330 cm.